# Dactylothyrea distincta
Dactylothyrea distincta är en tvåvingeart som beskrevs av Cherian 1976. Dactylothyrea distincta ingår i släktet Dactylothyrea och familjen fritflugor. Inga underarter finns listade i Catalogue of Life.